# Élections parlementaires roumaines de 2008
Les élections parlementaires roumaines de 2008 se tiennent le 30 novembre 2008 afin d'élire la sixième législature du Parlement roumain.

## Mode de scrutin

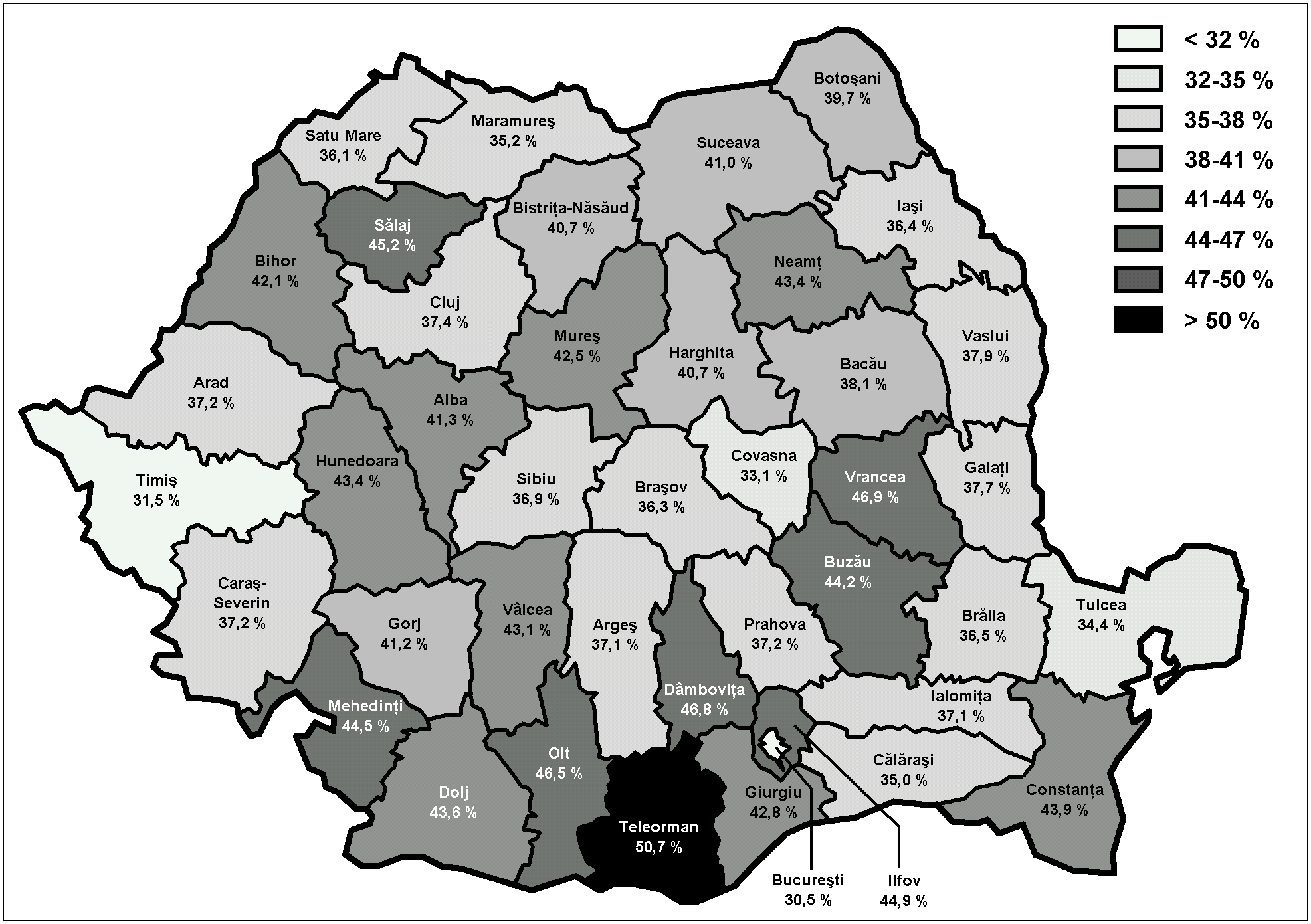
Taux de participation aux élections législatives de 2008 par circonscription

Les membres des deux assemblées ont été élus selon un mode de scrutin mixte : les électeurs votent, dans le cadre de 41 circonscriptions, pour un candidat individuel, élu au premier tour s'il obtient la majorité absolue des suffrages exprimés et au moins 70 000 voix pour un député et 160 000 voix pour un sénateur. Les voix des candidats n'ayant pas été élus sont additionnées au niveau national et les sièges restants sont distribués entre les différents partis ayant rassemblé au moins 5 % des suffrages exprimés à la représentation proportionnelle. La répartition finale reste de fait assez proche de la proportionnalité. Auparavant, les députés étaient tous élus à la proportionnelle, les électeurs votant pour des listes bloquées (c'est-à-dire ne permettant pas de modifier la composition de la liste). Le nouveau système devait permettre de lutter contre la corruption et empêcher des personnalités souhaitant profiter de l'immunité parlementaire de figurer sur ces listes. L'objectif était aussi de sanctionner les petits partis, familiers de ce genre de pratiques.

## Résultats

### Chambre des députés
|                        |                                                              |                                                              |            |       |               |        |               |  |  |  |  |  |  |  |
| Parti                  | Parti                                                        | Parti                                                        | Voix       | %     | +/-           | Sièges | +/-           |  |  |  |  |  |  |  |
|                        |                                                              | Parti social-démocrate (PSD)                                 | 2 279 449  | 33,09 | 3,52          | 110    | 3             |  |  |  |  |  |  |  |
|                        | Parti conservateur (PC)                                      | 4                                                            | 2 279 449  | 33,09 | 3,52          | 15     |               |  |  |  |  |  |  |  |
| Alliance PSD+PC        | Alliance PSD+PC                                              | 114                                                          | 2 279 449  | 33,09 | 3,52          | 18     |               |  |  |  |  |  |  |  |
|                        | Parti démocrate-libéral (PDL)                                | Parti démocrate-libéral (PDL)                                | 2 228 860  | 32,36 | N/A           | 115    | 67            |  |  |  |  |  |  |  |
|                        | Parti national-libéral (PNL) (av. PNTCD)                     | Parti national-libéral (PNL) (av. PNTCD)                     | 1 279 063  | 18,57 | N/A           | 65     | 5             |  |  |  |  |  |  |  |
|                        | Union démocrate magyare de Roumanie (UDMR)                   | Union démocrate magyare de Roumanie (UDMR)                   | 425 008    | 6,17  | en stagnation | 22     | en stagnation |  |  |  |  |  |  |  |
|                        | Parti de la Grande Roumanie (PRM)                            | Parti de la Grande Roumanie (PRM)                            | 217 595    | 3,15  | 9,77          | 0      | 48            |  |  |  |  |  |  |  |
|                        | Parti de la nouvelle génération - Chrétien-démocrate (PNGCD) | Parti de la nouvelle génération - Chrétien-démocrate (PNGCD) | 156 901    | 2,27  | 0,04          | 0      | en stagnation |  |  |  |  |  |  |  |
|                        | Parti vert écologiste (PVE)                                  | Parti vert écologiste (PVE)                                  | 18 279     | 0,27  | 0,45          | 0      | en stagnation |  |  |  |  |  |  |  |
|                        | Parti populaire et de la protection populaire                | Parti populaire et de la protection populaire                | 8 388      | 0,12  | Nv.           | 0      | en stagnation |  |  |  |  |  |  |  |
|                        | Parti socialiste roumain (PSR)                               | Parti socialiste roumain (PSR)                               | 585        | 0,01  | 0,27          | 0      | en stagnation |  |  |  |  |  |  |  |
|                        | Parti chrétien démocrate national                            | Parti chrétien démocrate national                            | 316        | 0,00  | 0,27          | 0      | en stagnation |  |  |  |  |  |  |  |
|                        | Parti de la Roumanie européenne                              | Parti de la Roumanie européenne                              | 87         | 0,00  | Nv.           | 0      | en stagnation |  |  |  |  |  |  |  |
|                        | Partis des minorités ethniques de Roumanie                   | Partis des minorités ethniques de Roumanie                   | 243 908    | 3,56  | 0,82          | 18     | en stagnation |  |  |  |  |  |  |  |
|                        | Indépendants                                                 | Indépendants                                                 | 28 355     | 0,41  | 0,10          | 0      | en stagnation |  |  |  |  |  |  |  |
|                        |                                                              |                                                              |            |       |               |        |               |  |  |  |  |  |  |  |
| Suffrages exprimés     | Suffrages exprimés                                           | Suffrages exprimés                                           | 6 886 794  | 95,14 |               |        |               |  |  |  |  |  |  |  |
| Votes blancs et nuls   | Votes blancs et nuls                                         | Votes blancs et nuls                                         | 352 077    | 4,86  |               |        |               |  |  |  |  |  |  |  |
| Total                  | Total                                                        | Total                                                        | 7 238 871  | 100   | –             | 334    | 2             |  |  |  |  |  |  |  |
| Abstention             | Abstention                                                   | Abstention                                                   | 11 225 403 | 60,80 |               |        |               |  |  |  |  |  |  |  |
| Inscrits/Participation | Inscrits/Participation                                       | Inscrits/Participation                                       | 18 464 274 | 39,20 |               |        |               |  |  |  |  |  |  |  |

### Sénat
|                        |                                                              |                                                              |            |       |       |        |               |  |  |  |  |  |  |  |
| Parti                  | Parti                                                        | Parti                                                        | Voix       | %     | +/-   | Sièges | +/-           |  |  |  |  |  |  |  |
|                        |                                                              | Parti social-démocrate (PSD)                                 | 2 352 968  | 34,16 | 2,97  | 48     | 2             |  |  |  |  |  |  |  |
|                        | Parti conservateur (PC)                                      | 1                                                            | 2 352 968  | 34,16 | 2,97  | 10     |               |  |  |  |  |  |  |  |
| Alliance PSD+PC        | Alliance PSD+PC                                              | 49                                                           | 2 352 968  | 34,16 | 2,97  | 8      |               |  |  |  |  |  |  |  |
|                        | Parti démocrate-libéral (PDL)                                | Parti démocrate-libéral (PDL)                                | 2 312 358  | 33,57 | N/A   | 51     | 30            |  |  |  |  |  |  |  |
|                        | Parti national-libéral (PNL) (av. PNTCD)                     | Parti national-libéral (PNL) (av. PNTCD)                     | 1 291 029  | 18,74 | N/A   | 28     | en stagnation |  |  |  |  |  |  |  |
|                        | Union démocrate magyare de Roumanie (UDMR)                   | Union démocrate magyare de Roumanie (UDMR)                   | 440 449    | 6,39  | 0,17  | 9      | 1             |  |  |  |  |  |  |  |
|                        | Parti de la Grande Roumanie (PRM)                            | Parti de la Grande Roumanie (PRM)                            | 245 930    | 3,57  | 10,06 | 0      | 21            |  |  |  |  |  |  |  |
|                        | Parti de la nouvelle génération - Chrétien-démocrate (PNGCD) | Parti de la nouvelle génération - Chrétien-démocrate (PNGCD) | 174 519    | 2,53  | 0,17  | 0      | en stagnation |  |  |  |  |  |  |  |
|                        | Parti vert écologiste (PVE)                                  | Parti vert écologiste (PVE)                                  | 48 119     | 0,70  | 0,12  |        | en stagnation |  |  |  |  |  |  |  |
|                        | Parti populaire et de la protection populaire                | Parti populaire et de la protection populaire                | 10 805     | 0,16  | Nv.   | 0      | en stagnation |  |  |  |  |  |  |  |
|                        | Parti chrétien démocrate national                            | Parti chrétien démocrate national                            | 1 365      | 0,02  | 0,31  | 0      | en stagnation |  |  |  |  |  |  |  |
|                        | Parti socialiste roumain (PSR)                               | Parti socialiste roumain (PSR)                               | 445        | 0,02  | 0,34  | 0      | en stagnation |  |  |  |  |  |  |  |
|                        | Indépendants                                                 | Indépendants                                                 | 10 068     | 0,15  | 0,14  | 0      | en stagnation |  |  |  |  |  |  |  |
|                        |                                                              |                                                              |            |       |       |        |               |  |  |  |  |  |  |  |
| Suffrages exprimés     | Suffrages exprimés                                           | Suffrages exprimés                                           | 6 888 055  | 95,15 |       |        |               |  |  |  |  |  |  |  |
| Votes blancs et nuls   | Votes blancs et nuls                                         | Votes blancs et nuls                                         | 350 816    | 4,85  |       |        |               |  |  |  |  |  |  |  |
| Total                  | Total                                                        | Total                                                        | 7 238 871  | 100   | –     | 137    | en stagnation |  |  |  |  |  |  |  |
| Abstention             | Abstention                                                   | Abstention                                                   | 11 225 403 | 60,80 |       |        |               |  |  |  |  |  |  |  |
| Inscrits/Participation | Inscrits/Participation                                       | Inscrits/Participation                                       | 18 464 274 | 39,20 |       |        |               |  |  |  |  |  |  |  |

### Arrivés en tête dans les circonscriptions uninominales
315 circonscriptions uninominales à la Chambre, 137 au Sénat :
- UDMR, 23 fois à la Chambre, 9 fois au Sénat
- PNL, 37 fois à la Chambre, 15 fois au Sénat
- PSD + PC, 117 fois à la Chambre, 55 fois au Sénat
- PD-L, 138 fois à la Chambre, 58 fois au Sénat

### Analyse
Avec ces trois partis majeurs et les partis des minorités ethniques, seule l'Union démocrate magyare de Roumanie dépasse les 5 % qui lui permettront d'être également représentée. Le Parti de la Grande Roumanie sera lui exclu de la répartition des sièges pour la première fois depuis 1992.
C'étaient les premières élections législatives depuis l'adhésion de la Roumanie à l'Union européenne.
La participation a été inférieure à 39,3 % (6 858 439 votes exprimés à la Chambre, 6 877 987 au Sénat, sur 18 millions d'électeurs), la plus faible de l'histoire roumaine après 1989. Le coefficient électoral national pour la répartition des sièges des députés à la Chambre (315) est de 21 772 voix. Pour la première fois, les Roumains résidant à l'étranger auront leurs propres parlementaires, à la Chambre et au Sénat.
Ces élections ont été entachées de nombreux incidents.